# Борис (Разумов)
Митрополит Борис (в миру Вангел Симов Разумов, 26 жовтня 1888 село Гявато, Османська імперія — 8 листопада 1948 село Коларово, Болгарія) — єпископ Болгарської Православної Церкви, митрополит Неврокопський.

## Біографія
Народився 26 жовтня 1888 року в селі Гявато Османської імперії (нині громада Бітола, Республіка Македонія).
Спочатку навчався в Гявато та Константинополі, після чого в 1904 році закінчив третій клас Одринської болгарської середньої школи. З осені того ж року, отримавши стипендію від екзарха Йосифа I Болгарського, він продовжив освіту в Болгарській духовній семінарії в Константинополі, яку закінчив у 1910 році.
10 липня 1910 року в Константинопольському соборі Святого Стефана митрополит Іларіон Неврокопський висвятив його в ченці під ім'ям Борис і висвятив у сан ієродиякона. З того ж дня він служив у каплиці екзархату. У 1911 році продовжив освіту на теологічному факультеті Чернівецького університету, який закінчив у 1914 році. Отримавши вищу богословську освіту, Борис вільно володіє окрім рідної болгарської також церковнослов'янською, російською, грецькою, німецькою, французькою, італійською, англійською, турецькою, румунською та угорською мовами.
З осені 1914 до літа 1915 викладає у священичій школі в Бачково та в Пловдивській духовній семінарії. З осені 1915 по листопад 1917 вивчає філософію у Віденському та Будапештському університетах і отримав у Чернівцях ступінь «доктора богослов'я».
25 листопада 1917 ієродиякон Борис отримав сан ієромонаха від митрополита Максима Пловдивського, а Синод відправив його до Угорщини, де він був главою болгарської церковної громади до 1922 року.
Після повернення до Болгарії рішенням Синоду 22 липня 1922 року митрополит Стефан Софійський вшанував його архімандритською гідністю. З 15 травня 1923 року по 1 вересня 1924 року архімандрит Борис був протосингелом Софійської митрополії. 1 вересня 1924 року його призначили керівником культурно-освітнього відділу Священного Синоду, а з 1 лютого 1925 року — головою церкви Святого Олександра Невського. Обидві посади він обіймав до 1 вересня 1926 року, коли був призначений ректором Софійської духовної семінарії. 14 грудня 1930 року в соборі Святого Олександра Невського архімандрит Борис був висвячений на титулярного єпископа в Стобей. Обіймав посаду ректора Семінарії до 23 листопада 1931.
У 1931 Борис Стобійський пожертвував 5000 левів Софійській духовній семінарії, щоб дати грошову винагороду студентам, які закінчили курс семінарії з відмінним успіхом та зразковою поведінкою та виявили християнські чесноти та церковно-релігійний дух. 31 травня 1931 року єпископ Борис Стобійський заклав камінь-фундамент церкви Святих Кирила та Мефодія у Будапешті.
23 листопада 1931 Борис Стобійський призначений генеральним секретарем Священного Синоду. На цій посаді до лютого 1935 року.
У 1932 Єпископу Борису було доручено здійснити місію в Єрусалим для ведення переговорів про закінчення Греко-болгарської схизми. Переговори що розпочалися 12 квітня і успішно закінчились лише 22 лютого 1945 року.
17 лютого 1935 єпископ Борис був обраний Неврокопським митрополитом і канонічно затверджений 24 лютого. Митрополит Борис, маючи гарну освіту та знання 13 мов, розвивав у своїй єпархії широку просвітницьку та духовну діяльність. Для зручності управління перенесить центр єпархії з Неврокопа в районний центр Горна Джумая. Він заснував багато молодіжних православних товариств і за короткий проміжок часу зумів успішно побудувати понад 20 церков. Митрополит Борис є автором педагогічних посібників і складає акафіст святого Івана Рильського.
Після окупації Югославії Німеччиною навесні 1941 року Болгарський екзархат відновив свою єпархію в частинах Вардару, Егейської Македонії, анексованих Болгарією, та в Західній Фракії. Струмицька та Драмська єпархії були об'єднані як Струмицько-Драмська єпархія до 1943 року, коли вони знову були розділені. Тимчасове управління Драмською єпархією взяв на себе митрополит Борис Неврокопський.
Після перевороту 9 вересня митрополит Борис також вів непримиренну боротьбу проти атеїстичної комуністичної ідеології, за що його на митрополит Михаїл Доростольський і Червенський назвали «совістю Болгарської церкви». 29 вересня 1948 Борис Неврокопський направив Священному Синоду лист протесту проти звірств комуністичної влади в його єпархії. Поширює інформацію про сталіністські репресії проти духовенства в Совєцькому Союзі. Завдяки його діям районний комітет Болгарської комуністичної партії в Горній Джумаї оголосив його «ворогом № 1 народної влади». Митрополит Борис зазнає постійних психічних переслідувань та погроз фізичним насильством. У 1948 році офіційне «Работническо дело» опублікувало статтю проти митрополита Бориса «Един недостоен служител на Българската православна църква (Негідний працівник Болгарської православної церкви)». Однак митрополит Борис продовжує боротьбу за повернення конфіскованого церковного майна та за повернення доктрини школі.

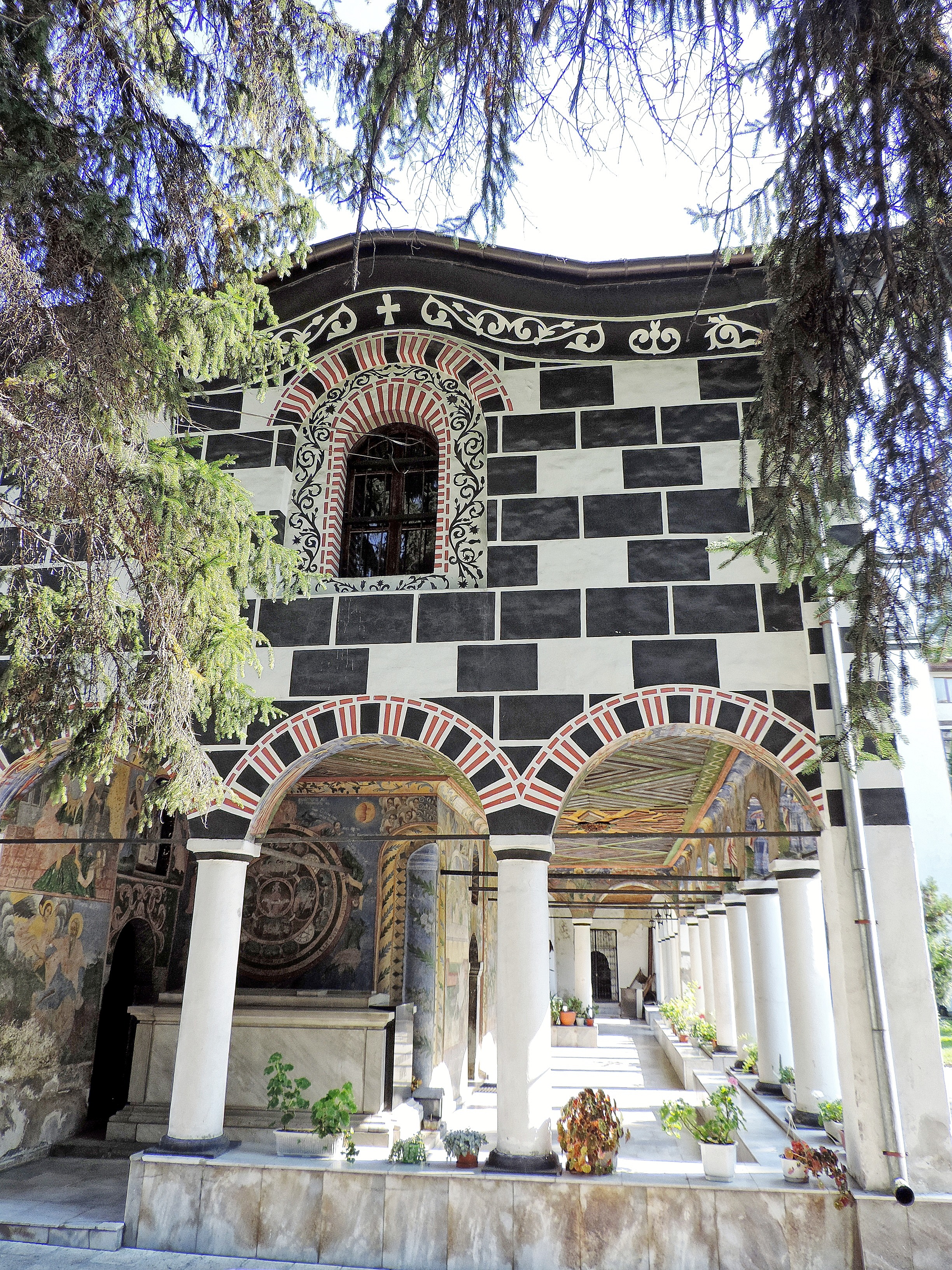
Гранітний саркофаг Бориса Неврокопського на відкритому ґанку храму «Введення Пресвятої Богородиці» в Благоєвграді

8 листопада 1948 року, відслуживши Святу Літургію за освячення церкви Святого Димитра в селі Коларово, митрополит Борис був убитий вигнаним священиком Ілією Стаменовим із села Харсово. Стаменов був комуністичним агентом, і вбивство є частиною репресій комуністичного режиму направлених проти Болгарської православної церкви, які мали на меті залякування інших єпископів.
Митрополита Бориса Неврокопського поховали в церкві «Введення Пресвятої Богородиці» в Горній Джумаї.

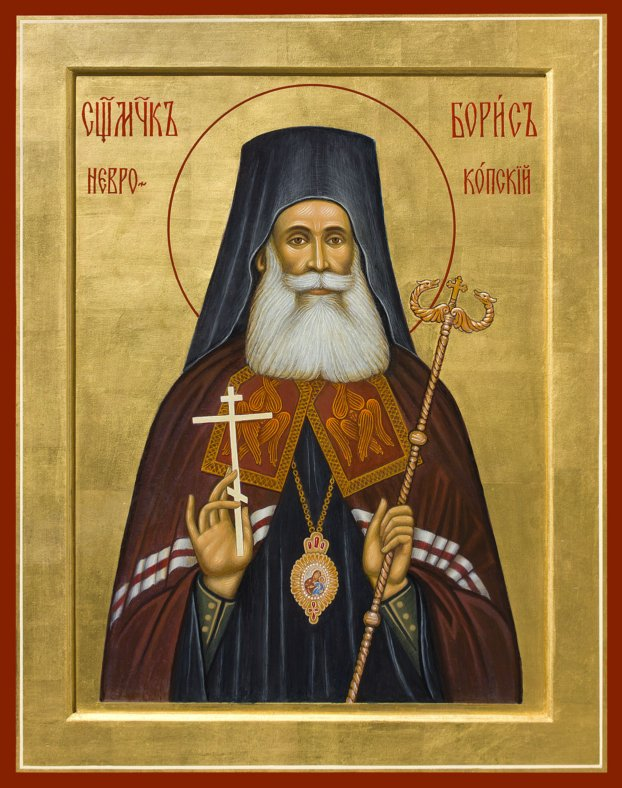
Ікона священномученика Бориса Неврокопського

## Канонізація
31 березня 2016 року Священний Синод Болгарської православної церкви, розглянувши лист митрополита Серафима Неврокопського, дав благословення на початок процедури канонізації митрополита Бориса Неврокопського.
26 червня 2018 року Синод єпископів Болгарської православної церкви старого стилю вирішив, що митрополит Борис буде церковно прославлений як священномученик. Прославлення митрополита Бориса відбулося 10 листопада в соборі Успіння Богородиці митрополитом Фотієм Тріадицьким у співслужінні з митрополитом Нью-Йоркським Агатангелом, главою Російської православної церкви за кордоном, а також іншими ієрархами з РПЦЗ та Румунської православної церкви старого стилю.